# Joint Aviation Authorities
Joint Aviation Authorities var ett samarbetsorgan för europeiska flygsäkerhetsmyndigheter, på engelska ofta Civil Aviation Authority i tillägg till nationens namn. JAA:s roll övertogs successivt av EASA, European Aviation Safety Agency, som är en EU-byrå.
De europeiska luftfartsmyndigheternas generaldirektörer beslutade att lägga ned JAA, inklusive kontoret i Köln, den 30 juni 2009.
JAR, Joint Aviation Requirements, kallades de bestämmelser som var gemensamma för stater anslutna till JAA.